# Денго, Омар
Омар Де́нго Герреро (исп. Omar Dengo Guerrero; 9 марта 1888 — 18 ноября 1928) — коста-риканский просветитель, педагог (школьный учитель), журналист, писатель, юрист, деятель рабочего движения и анархист. Считается важной фигурой в истории образования Коста-Рики.

## Биография
Родился в Сан-Хосе 9 марта 1888 года. В 1908 году он окончил лицей Коста-Рики по специальности «гуманитарные науки», а в 1911 году получил степень по юриспруденции. Среди его учителей были известные писатели Хоакин Гарсиа Монхе и Роберто Бренес Месен, которые останутся его друзьями на протяжении всей его короткой жизни. Сам Денго считал основным фактором, определяющим проведение экономических и социальных преобразований, именно развитие образования.
Ещё во время учёбы он работал журналистом и в ноябре 1908 года основал газету Sanción, выступавшую против олигархии Коста-Рики и в поддержку рабочих. В 1910 году выступил учредителем и главным редактором газеты «Культура» (La Cultura), также защищавшей интересы трудящихся и игравшей видную роль в культурной жизни Коста-Рики начала XX века.
Денго прославился своей критикой United Fruit Company («Юнайтед фрут компани») и других иностранных корпораций, а также производства спиртных напитков государством Коста-Рики.
В 1912 году вместе со своим кругом интеллектуалов, куда входила писательница Кармен Лира и профсоюзный лидер Хуан Рафаэль Перес, он основал Центр социальных исследований «Жерминаль» (Centro Germinal) — небольшую школу по распространению социологической культуры среди рабочих страны, служившую средством борьбы с социальными, религиозными и политическими предрассудками, тормозившими развитие культуры пролетариата. В этом центре, завешенном красно-чёрными флагами и портретами Эмиля Золя и Элизе Реклю, он выступал преподавателем, читал лекции по социальным вопросам и истории философии.
Денго и «Жерминаль» 1 мая 1913 года организовали первое в Коста-Рике празднование Дня труда, на котором Гарсиа Монхе произнёс захватывающую речь. В том же году под его руководством была организована Всеобщая конфедерация трудящихся.
В 1915 году он совершил поездку в США, остановившись в Конкорде, чтобы посетить места, где хранится память о Ральфе Уолдо Эмерсоне, прошёл курсы педагогической переподготовки. В том же году в городе Эредия была открыта Педагогическая школа Коста-Рики, где собрались самые выдающиеся педагоги страны, включая Денго. В 1916 году он был назначен директором Нормальной школы Коста-Рики и был профессором педагогики.
С 1917 года Денго целиком посвятил себя педагогической и журналистской деятельности. Таким образом, он оставил свою юридическую карьеру, чтобы преподавать в лицее Коста-Рики политическую экономию, испанский язык и логику. В том же году он женился на коллеге-учительнице Марии Тересе Обрегон Саморе. У пары было четверо детей: Хорхе Мануэль, Омар, Габриэль и Мария Эухения.
Вместе с тем, положение педагога и его коллег было крайне уязвимым в условиях диктаторского режима, установленного по итогу переворота 1917 году военного министра Коста-Рики генерала Федерико Тиноко Гранадоса против правительства Альфредо Гонсалеса Флореса. Денго дважды уходил с должности в Педагогической школе, а в третий раз пошел работать в сельскую частную школу. В 1918 году вместе с Хоакином Гарсиа Монхе и группой уволенных из Педагогической школы учителей он издавал журнал La Obra.
В 1919 году, после падения диктатуры Тиноко, он снова был назначен директором и профессором Педагогической школы, и занимал эту должность до своей смерти. В 1920 году он отклонил предложение президента Хулио Акосты занять пост заместителя министра образования, так же как и позднейшее предложение стать министром иностранных дел. Во время войны Кото с Панамой он поступил на военную службу в коста-риканскую армию и в 1923 году поддержал политическую кампанию Рикардо Хименеса. Позже, в 1926 и 1927 годах, он участвовал в трудовых спорах с United Fruit Company.

## Наследие
Его имя носит главный кампус Национального университета Коста-Рики, а также одна из премий Коста-Рики. В 1969 году Законодательное собрание Коста-Рики присвоило ему звание «Почётный гражданин страны». В 2008 году Школой образовательного администрирования Университета Коста-Рики под руководством его дочери Марии Эухении Денго Обрегон была организована конференция, посвящённая его творчеству.